# Chanh vàng
Chanh vàng (danh pháp hai phần Citrus limon) là một loài chanh tự nhiên. Loài này được (Carl von Linné) Pehr Osbeck cùng các cộng sự miêu tả khoa học đầu tiên năm 1765.
Đây là loài cây bụi thường xanh bản địa của châu Á, chủ yếu là Nam Á. Quả cây màu vàng có hình bầu dục, có hai núm ở đầu, nước chanh chứa khoảng 5% đến 6% axít citric, làm cho chanh có vị chua (pH ≈ 2,2), chủ yếu nhờ nước chanh làm nó được sử dụng cho mục đích ẩm thực và phi ẩm thực trên toàn thế giới. Thịt quả, vỏ quả và lá cũng được sử dụng trong nhiều lĩnh vực (ẩm thực, thu tinh dầu,...).

## Lịch sử

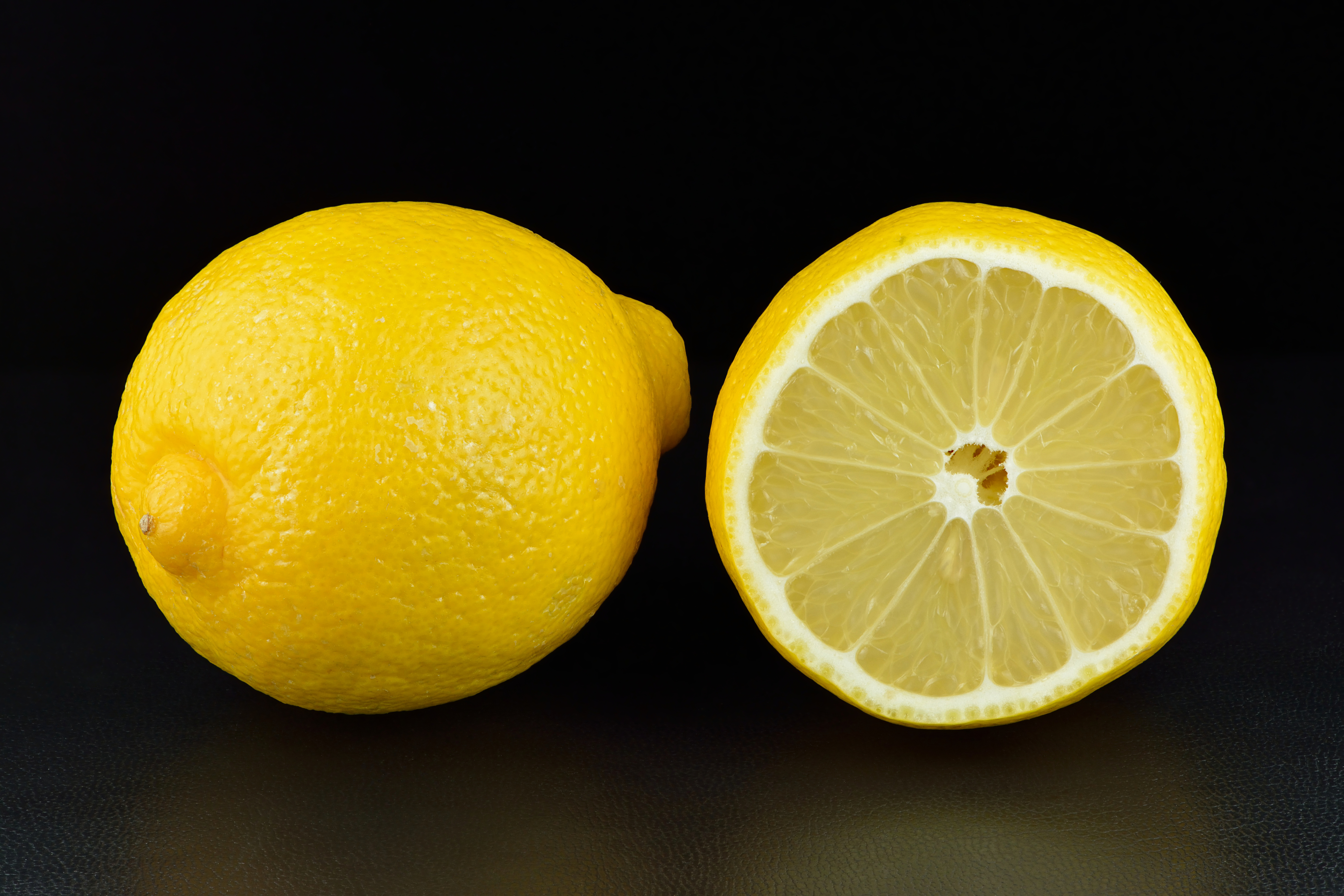
Chanh vàng nguyên quả và được cắt đôi theo chiều ngang

Nguồn gốc cây chanh vàng vẫn là điều bí ẩn, mặc dù nó phát triển đầu tiên ở đông bắc Ấn Độ, bắc Myanmar và Trung Quốc. Về mặt nguồn gốc gen, đây là loài lai giữa C. medica và C. aurantium. Mặc dù có tác giả khác cho rằng chanh vàng là kết quả lai giữa Citrus medica và Citrus aurantifolia.
Chanh vàng du nhập vào châu Âu ở gần miền Nam Ý vào khoảng thế kỷ một trong thời La Mã cổ đại. Tuy nhiên, nó không được trồng rộng rãi. Sau đó, nó được du nhập vào Ba Tư và tiếp sau là Iraq và Ai Cập khoảng năm 700 Công nguyên. Loài chanh này được ghi nhận trong văn liệu đầu tiên vào thế kỷ 10 trong một bài luận về nông nghiệp và được dùng làm cây cảnh trong các khu vườn hồi giáo. Nó được phân phối rộng rãi khắp thế giới Ả Rập và vùng Địa Trung Hải vào khoảng năm 1000 và 1150.
Việc trồng trọt loài cây này ổn định ở châu Âu đã bắt đầu ở Genova vào giữ thế kỷ 15. Sau đó, nó được du nhập vào châu Mỹ vào năm 1493 khi Christopher Columbus mang hạt chanh đến Hispaniola trên chuyến hành trình của ông. Người Tây Ban Nha chinh phục Tân Thế giới đã giúp phát tán hạt chanh. Nó được sử dụng chủ yếu để làm cây cảnh và cho y học. Trong thế kỷ 18 và 19, chanh được trồng tăng mạnh ở Florida và California.
Năm 1747, các thí nghiệm của James Lind trên các thủy thủ bị bệnh scorbut liên quan đến việc thêm vitamin C, cho thấy sự cải thiện đáng kể khi thêm nước chanh vào khẩu phần ăn của họ.
Nguồn gốc của từ chanh (lemon) có thể đến từ Trung Đông. Từ này rút ra từ tiếng Pháp cổ limon, sau đó là tiếng Ý limone, từ tiếng Ả Rập laymūn hoặc līmūn, và từ tiếng Ba Tư līmūn, một thuật ngữ chung cho trái cây họ cam quýt, cùng nguồn gốc từ tiếng Phạn nimbū (có nghĩa là chanh).

## Các giống khác

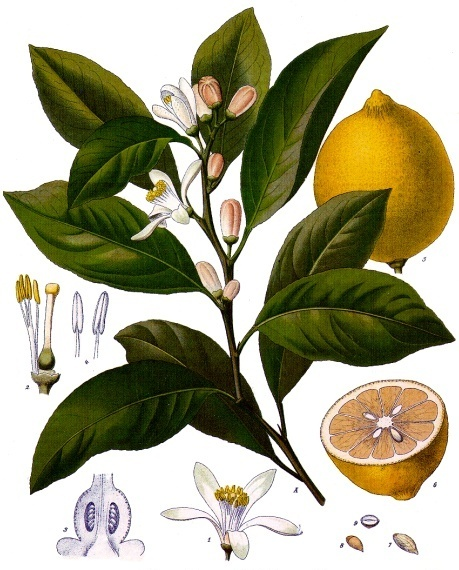
Tranh vẽ mô tả hình thái Chanh vàng của Franz Eugen Köhler (1897).

- Bonnie Brae thuôn dài, trơn, vỏ mỏng và không hạt;[10] chủ yếu ở San Diego, Hoa Kỳ.[11]
- Bush lemon là loại mọc dại ở vùng cận nhiệt đới của Úc. Nó rất cứng và có vỏ dày, hương chanh thực sự; vị rất tốt cho nấu ăn. Nó cao khoảng 4m ở những nơi có nắng.
- Eureka phát triển quanh năm và rất phổ biến. Đây là loại chanh thường gặp ở siêu thị,[12] còn được gọi là "chanh bốn mùa" (Quatre Saisons) vì khả năng tạo quả trong suốt năm. Giống này cũng có sẵn như là một cây trồng dễ tìm trong nước.[13] Ngoài ra còn có loại chanh Eureka thịt hồng (Variegated Pink) với vỏ xanh lá cây hoặc vàng (khi chín).[14]
- Femminello St. Teresa, hoặc Sorrento[15] là cây bản địa của Ý. Hương vị của loại này rất mạnh trong các dầu chanh. Nó được sử dụng ở rất nhiều dạng khác nhau để làm limoncello (một dạng rượu mùi chanh của Ý làm từ của nước cốt chanh vàng, rượu chưng cất và đường).
- C. jhambiri (tên tiếng Anh: Jhambiri), có vỏ xù xì, bên ngoài màu vàng và vị rất chua. Nó được sử dụng rộng rãi ở dạng cây ghép ở Nam Á.
- Lisbon là loại chanh có chất lượng tốt hơn với hàm lượng axit cao và nhiều nước, nó rất giống Eureka.
- Chanh vàng Meyer là một loài lai giữa thanh yên và có thể là một loại quýt/bưởi lai nào đó khác với cam chua hoặc cam ngọt,[16] và được đặt theo tên của Frank N. Meyer, người đã mang nó đến Mỹ năm 1908. Vỏ mỏng và hơi chua hơn so với chanh Lisbon và Eureka, chanh Meyer cần được chăm sóc nhiều hơn khi vận chuyển và không được trồng rộng rãi trên cơ sở thương mại. Chanh Meyer thường trưởng thành có màu vàng cam.
- Chanh vàng Ponderosa có vỏ mỏng và quả lớn, là một loại lai phức tạp giữa bưởi (Citrus maxima) (hoặc có thể là chanh vàng) với thanh yên.[16]
- Verna là một loại của Tây Ban Nha không rõ xuất xứ.
- Yen Ben là một giống chanh của Úc.[17]
- Chanh lõm là một loài bản địa của Đài Loan và Nhật Bản.
- Chanh ngọt cũng là một loài lai phức tạp bao gồm Citrus limetta, chanh Pháp và chanh ngọt Palestine.

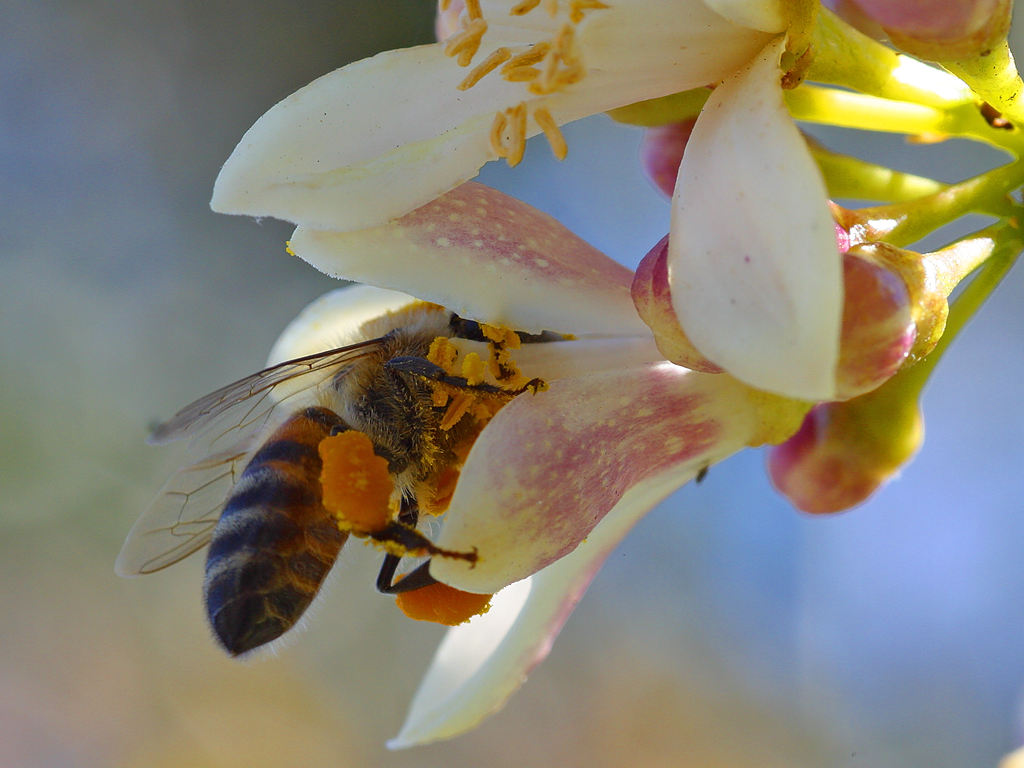
Ong trên hoa chanh Meyer
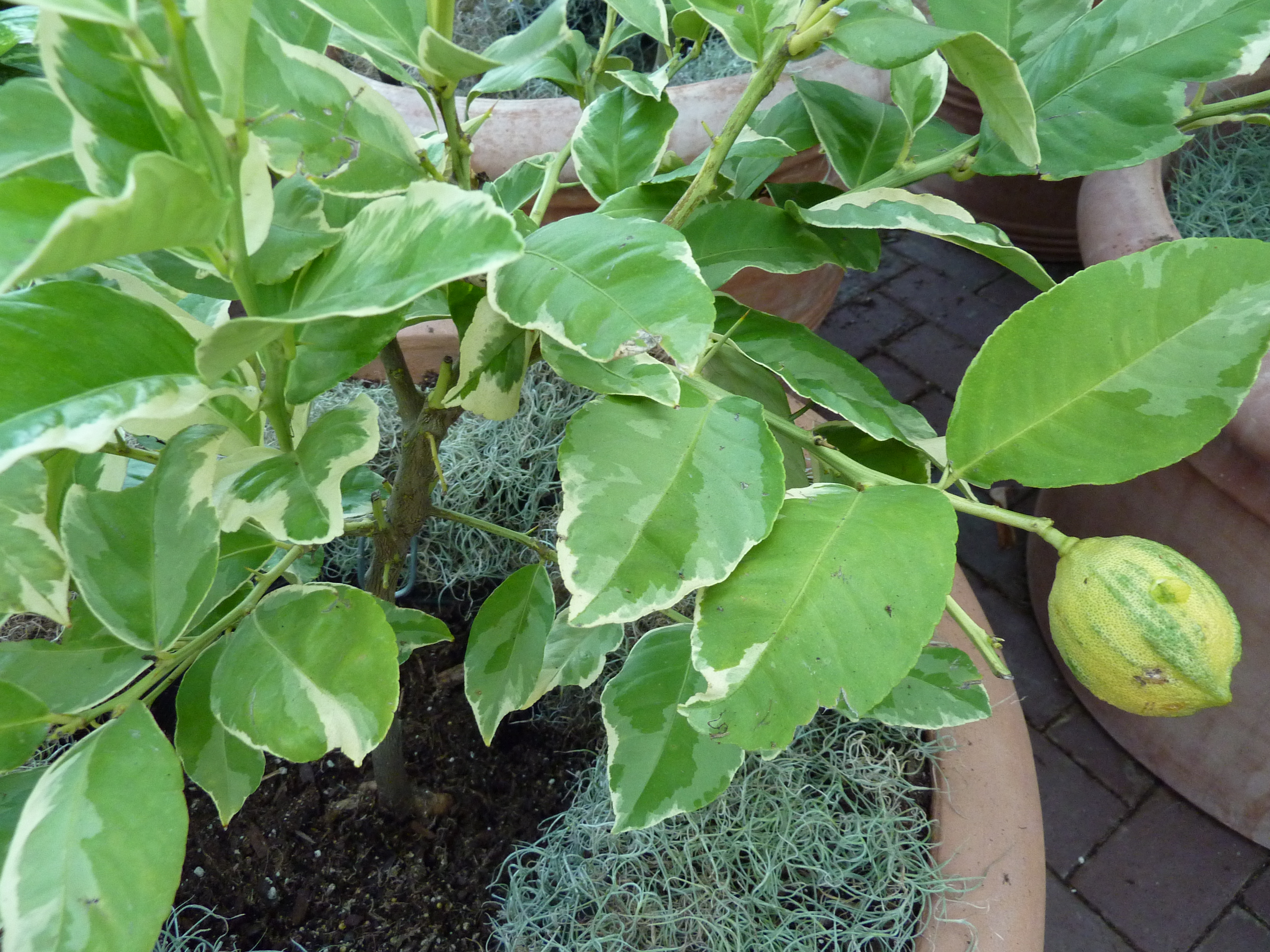
Chanh Eureka thịt hồng

## Dinh dưỡng và hợp chất tự nhiên
Chanh là một nguồn vitamin C phong phú, cung cấp 64% lượng vitamin C khuyến cáo hàng ngày với lượng tham chiếu 100 g (bảng). Các chất dinh dưỡng thiết yếu khác có hàm lượng thấp.
Chanh chứa nhiều hóa thực vật, bao gồm polyphenol, terpen và tannin. Nước chanh vàng chứa nhiều axit citric hơn một chút so với nước chanh nói chung (khoảng 47 g/l), gần gấp đôi axit citric của nước bưởi và khoảng năm lần lượng axit citric có trong nước cam.

## Công dụng

### Trong ẩm thực
Nước chanh, lá chanh, vỏ quả và vỏ cây được sử dụng trong nhiều loại thực phẩm và đồ uống. Ở châu Âu, chanh được sử dụng để làm mứt (marmalade), sữa trứng chanh (lemon curd), bánh meringue chanh và rượu mùi chanh. Chanh cắt lát và vỏ quả được sử dụng trang trí cho thực phẩm và đồ uống. Vỏ ngoài của quả bào ra được sử dụng để thêm hương vị cho các món nướng, bánh pudding, gạo và các món ăn khác.

#### Nước ép
Nước chanh được sử dụng để làm nước chanh, nước ngọt và cocktail. Nó được sử dụng để khử mùi cho cá vì axit citric trung hòa các amin trong cá bằng cách chuyển chúng thành muối amoni không bay hơi. Trong thịt, axit thủy phân một phần các sợi collagen cứng, làm mềm thịt, nhưng độ pH thấp làm biến tính protein, khiến chúng bị khô khi nấu chín. Tại Vương quốc Anh, nước chanh thường xuyên được thêm vào bánh kếp, đặc biệt là vào Thứ ba Shrover.
Nước chanh loãng cũng được sử dụng làm chất bảo quản ngắn hạn đối với một số loại thực phẩm có xu hướng oxy hóa và chuyển sang màu nâu sau khi được cắt lát (màu nâu enzyme), như táo, chuối và bơ... vì axit của nó làm biến tính các enzyme.

#### Vỏ chanh
Ở Maroc, chanh được bảo quản trong lọ hoặc thùng muối. Muối thấm vào vỏ và làm mềm chúng, bảo quản chúng gần như vô thời hạn. Chanh được bảo quản được sử dụng trong nhiều món ăn, có thể được tìm thấy trong các món ăn Sicilia, Ý, Hy Lạp và Pháp.
Một ngành công nghiệp chính của vỏ chanh là sản xuất pectin - một loại polysacarit được sử dụng làm chất keo, chất làm đặc và chất ổn định trong thực phẩm và các sản phẩm khác..

#### Tinh dầu
Dầu chanh được chiết xuất từ các tế bào chứa dầu trong vỏ quả, lá và thân cành. Một máy nghiền phá vỡ các tế bào và dùng hơi nước để lôi cuốn tinh dầu. Hỗn hợp hơi dầu/nước sau đó được ngưng tụ, lọc và tách bằng cách ly tâm.

#### Lá
Lá chanh được sử dụng để pha trà, chuẩn bị nấu thịt và hải sản.

### Công dụng khác

#### Sản xuất axit citric
Chanh vàng là nguồn sản xuất thương mại chính của axit citric trước khi phát triển các quá trình sản xuất dựa vào lên men.

#### Chất tẩy rửa
Nước chanh có thể được sử dụng để làm sạch. Một nửa quả chanh nhúng vào muối hoặc bột nở được sử dụng để làm sáng đồ vật bằng đồng. Các axit hòa tan làm mờ vết bẩn, và chất mài mòn hỗ trợ làm sạch. Là một chất tẩy rửa nhà bếp, nước chanh có thể khử mùi, loại bỏ dầu mỡ, tẩy vết bẩn và khử trùng. Dầu của vỏ chanh cũng có nhiều công dụng khác nhau. Nó được sử dụng như một chất tẩy rửa và đánh bóng gỗ, trong đó tính chất dung môi của nó được sử dụng để hòa tan sáp cũ, dấu vân tay và bụi bẩn. Nước chanh cũng được sử dụng như một phương pháp điều trị côn trùng đốt.

#### Hương thơm
Tinh dầu chanh có thể được sử dụng trong liệu pháp mùi hương. Hương thơm của dầu chanh không ảnh hưởng đến hệ miễn dịch của con người, nhưng có thể góp phần thư giãn.

#### Khác
Một thí nghiệm khoa học giáo dục liên quan đến chanh là gắn các điện cực vào một quả chanh và sử dụng nó như một cục pin để sản xuất điện. Mặc dù năng lượng rất thấp, một số pin chanh có thể cung cấp năng lượng cho một đèn led nhỏ. Những thí nghiệm này cũng hoạt động với các loại trái cây và rau quả khác như khoai tây...
Nước chanh có thể được sử dụng như một loại mực vô hình đơn giản, được phát hiện bởi nhiệt độ cao.

## Canh tác
Chanh vàng cần nhiệt độ tối thiểu khoảng 7 °C (45 °F), vì vậy chúng không thể phát triển tốt quanh năm ở vùng khí hậu ôn đới, nhưng sức chịu đựng của chúng tăng lên khi trưởng thành. Cây chanh yêu cầu hạn chế cắt tỉa tối thiểu, chỉ cắt những cành mọc quá dày và nhánh cao nhất và khuyến khích sự phát triển rậm rạp. Trong suốt mùa hè, cây tăng trưởng mạnh mẽ nhất đảm bảo sự phát triển tán cây phong phú hơn. Vì cây trưởng thành có thể tạo ra những chồi phát triển nhanh, không mong muốn được gọi là "chồi nước", chúng sẽ bị loại bỏ khỏi các nhánh chính ở dưới cùng hoặc giữa cây để tập trung dinh dưỡng nuôi các chồi cho quả tốt.
Ở Anh, những người trồng chanh "Meyer" và "Variegata" đã giành được Giải thưởng Công trạng của Hiệp hội Làm vườn Hoàng gia (Royal Horticultural Society's Award of Garden Merit) năm 2017.

## Nguyên liệu thay thế
Nhiều loại cây có mùi vị hoặc mùi tương tự như chanh vàng có thể được sử dụng thay thế trong một số trường hợp:
- Chanh ta là loại trái cây có vị chua phổ biến khác, được sử dụng tương tự như chanh vàng.
- Chanh Thái ngoài cách sử dụng quả như chanh vàng, lá cây này còn dùng trong ẩm thực Đông Á.
- Một số loại húng tây.
- Trái của Rhus coriaria, được sử dụng từ lâu trước khi chanh vàng được người châu Âu biết đến.
- Sả, trong tiếng Anh gọi là lemongrass, dịch sát nghĩa là "cỏ chanh".
- Tía tô đất, một loại cây thân thảo lâu năm giống như bạc hà trong họ Lamiaceae.
- Hai loài phong lữ có mùi thơm: Pelargonium crispum và Pelargonium x melissinum.
- Thymus citriodorus.
- Aloysia citriodora.
- Một số loài trong chi Bạc hà.
- Hoa mộc lan Magnolia grandiflora.

## Độc tính
Chanh có độc tính nhẹ. Tuy nhiên, giống như tất cả các loài trong chi Citrus, nó chứa tinh dầu và các chất kích thích có thể gây ra các phản ứng da phototoxic (mụn mủ, viêm da) ở những người tiếp xúc với liều lượng cao của các tia cực tím. Nó cũng có thể gây ra một số dị ứng do quá mẫn cảm với chanh.

## Loài gây bệnh cho cây
Loài Aspidiotus nerii là loài gây hại chính, chúng tấn công trái từ khi nó còn nhỏ đến lúc trưởng thành. Loài gây hại đáng chú ý khác là Aonidiella aurantii.

## Sản xuất
| Sản lượng chanh vàng (và chanh nói chung) năm 2018 (đơn vị: triệu tấn) | Sản lượng chanh vàng (và chanh nói chung) năm 2018 (đơn vị: triệu tấn) | Sản lượng chanh vàng (và chanh nói chung) năm 2018 (đơn vị: triệu tấn) |
| Quốc gia                                                               | 2018                                                                   |                                                                        |
| ---------------------------------------------------------------------- | ---------------------------------------------------------------------- | ---------------------------------------------------------------------- |
| Ấn Độ                                                                  | 3.1                                                                    |                                                                        |
| México                                                                 | 2.5                                                                    |                                                                        |
| Trung Quốc                                                             | 2.5                                                                    |                                                                        |
| Argentina                                                              | 2.0                                                                    |                                                                        |
| Brasil                                                                 | 1.5                                                                    |                                                                        |
| Thổ Nhĩ Kỳ                                                             | 1.1                                                                    |                                                                        |
| Toàn cầu                                                               | 19.4                                                                   |                                                                        |
|                                                                        |                                                                        |                                                                        |

Năm 2018, sản lượng chanh thế giới (kết hợp với chanh nói chung để báo cáo) là 19,4 triệu tấn. Các nhà sản xuất hàng đầu - Ấn Độ, Mexico, Trung Quốc, Argentina, Brazil và Thổ Nhĩ Kỳ - cùng chiếm 65% sản lượng toàn cầu (bảng).

## Âm nhạc
Bài hát Lemon tree ra mắt vào năm 1995 do Fool's Garden thể hiện

## Hình ảnh

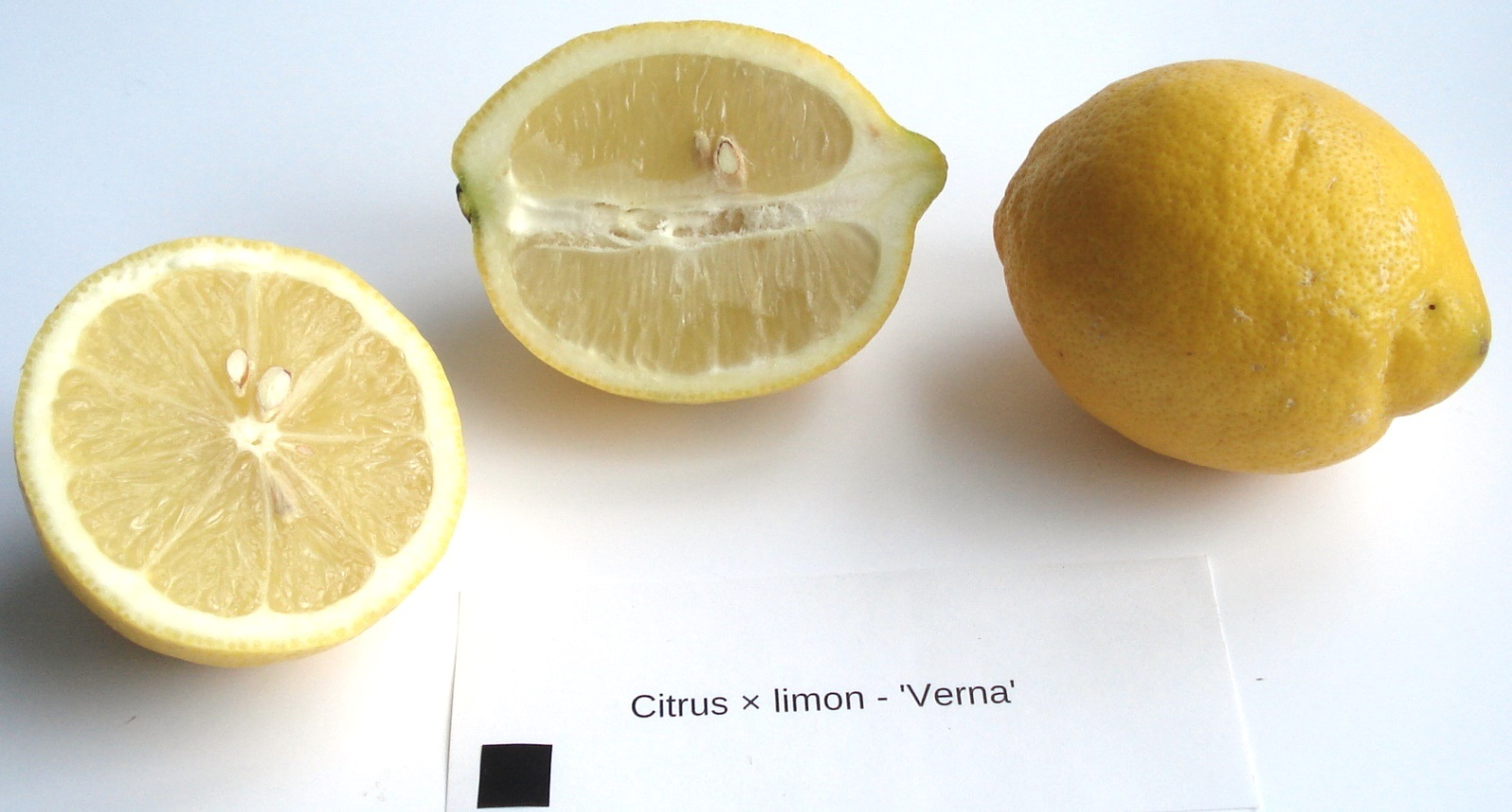
Quả chanh vàng bổ dọc, còn nguyên
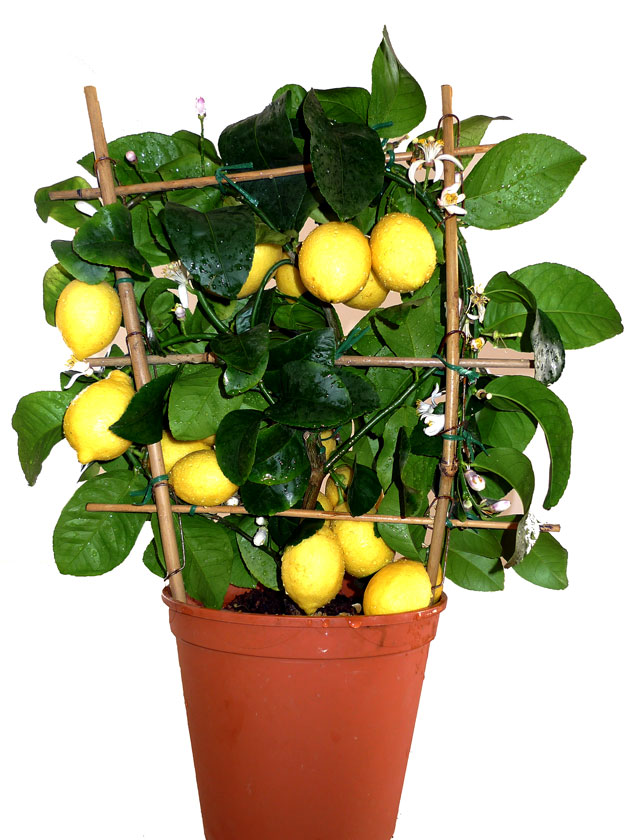
Cây chanh vàng
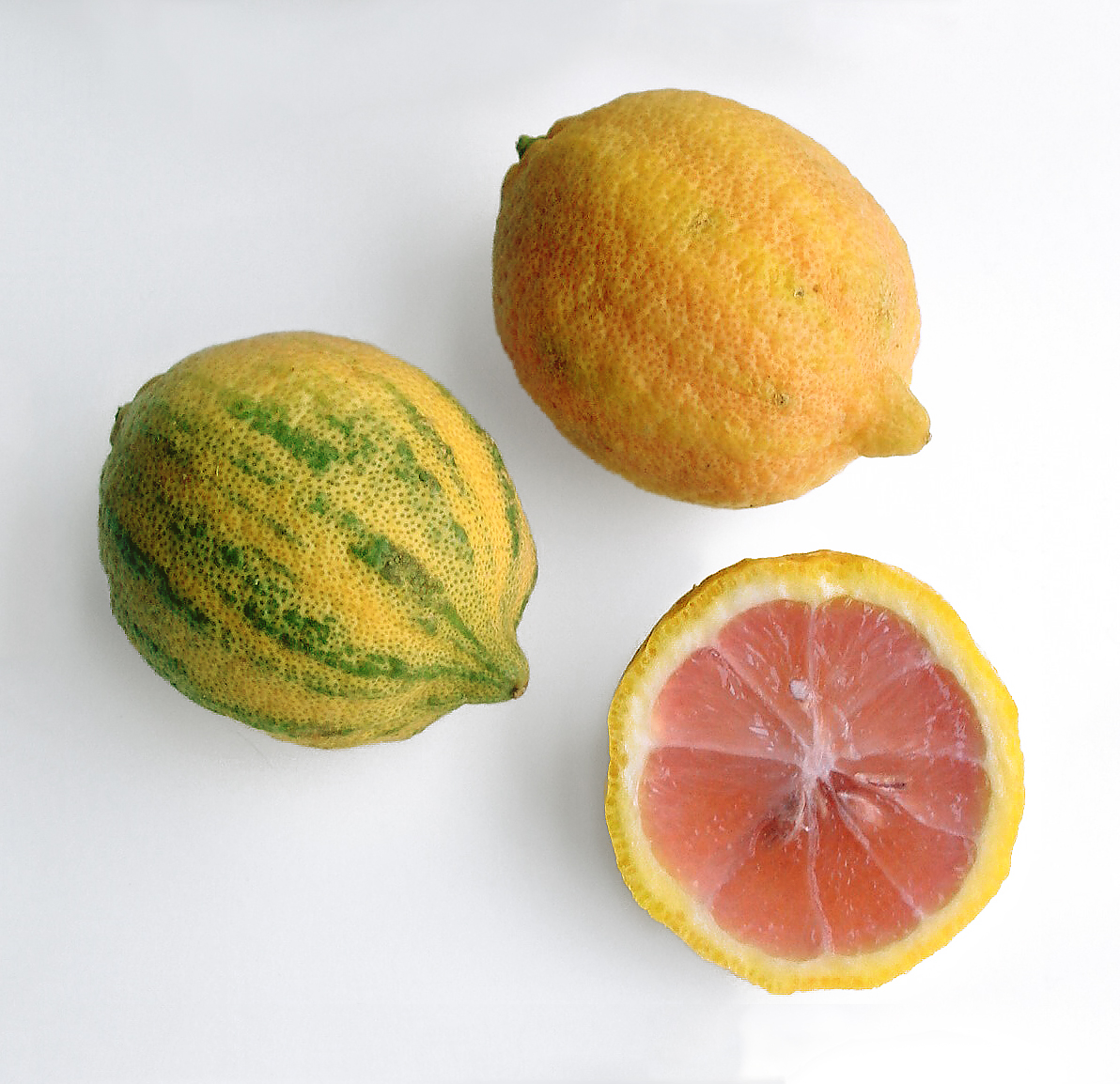
Quả chanh vàng với chanh ruột hồng

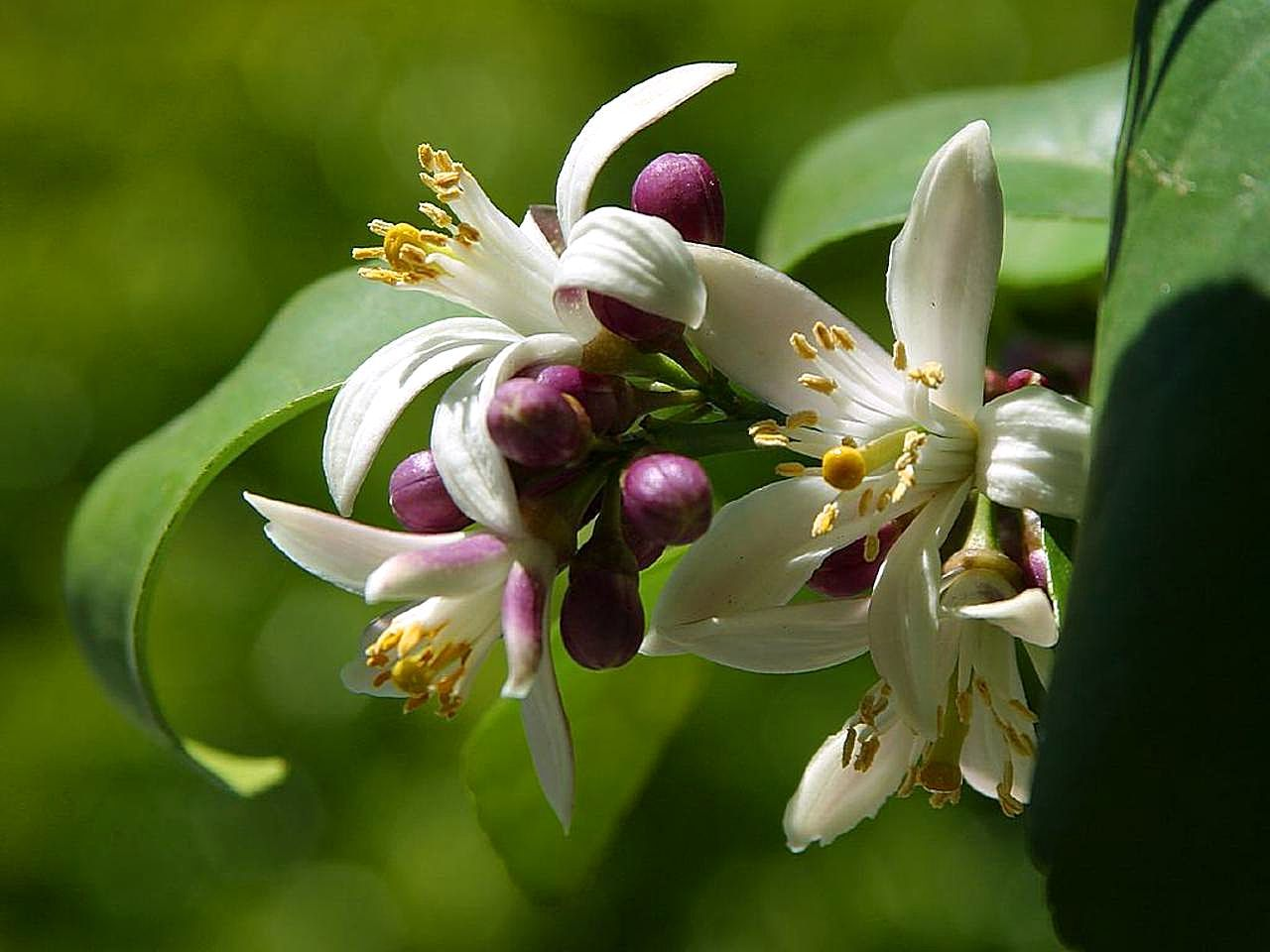
Hoa chanh vàng
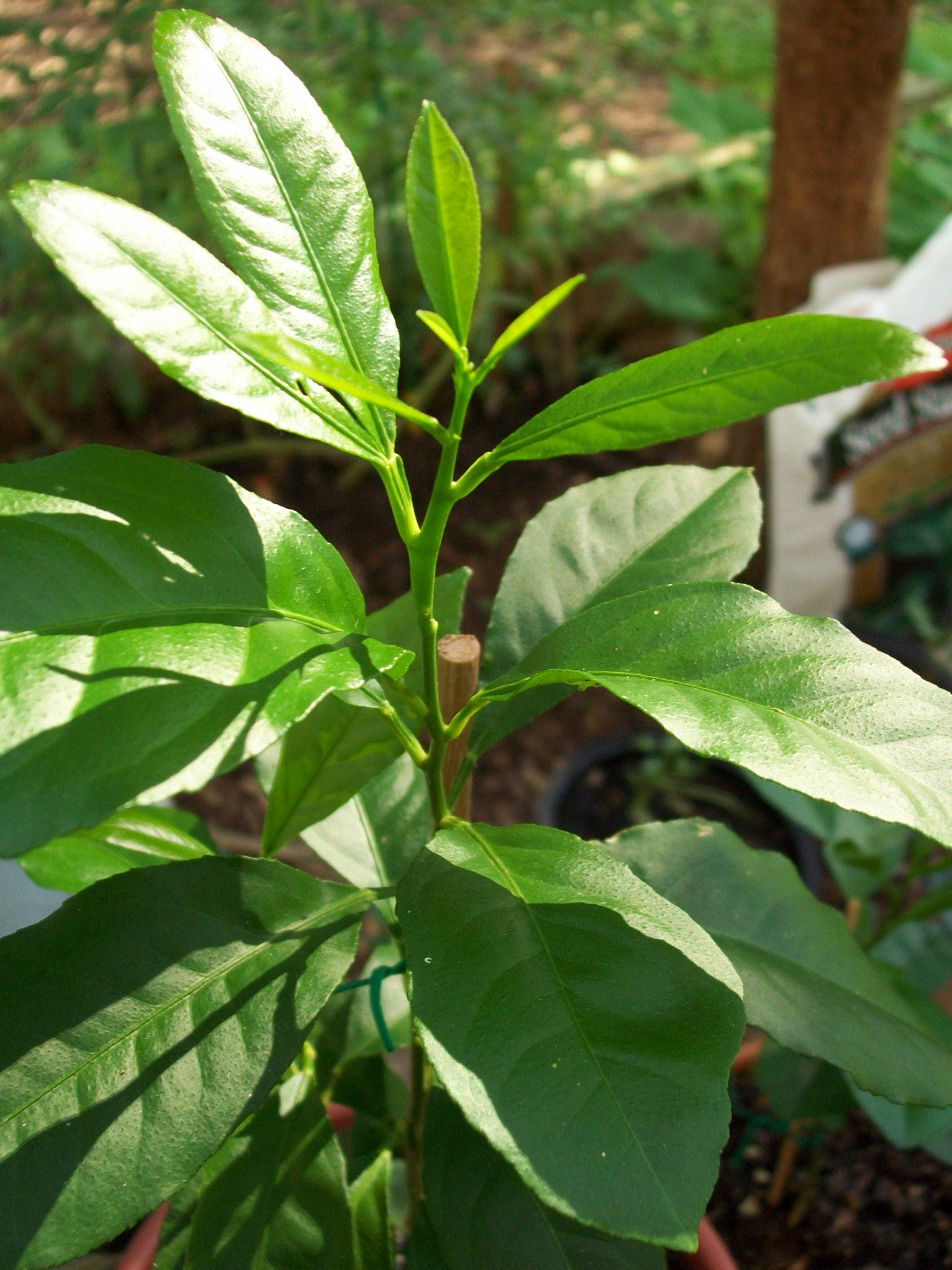
Cây chanh vàng giống
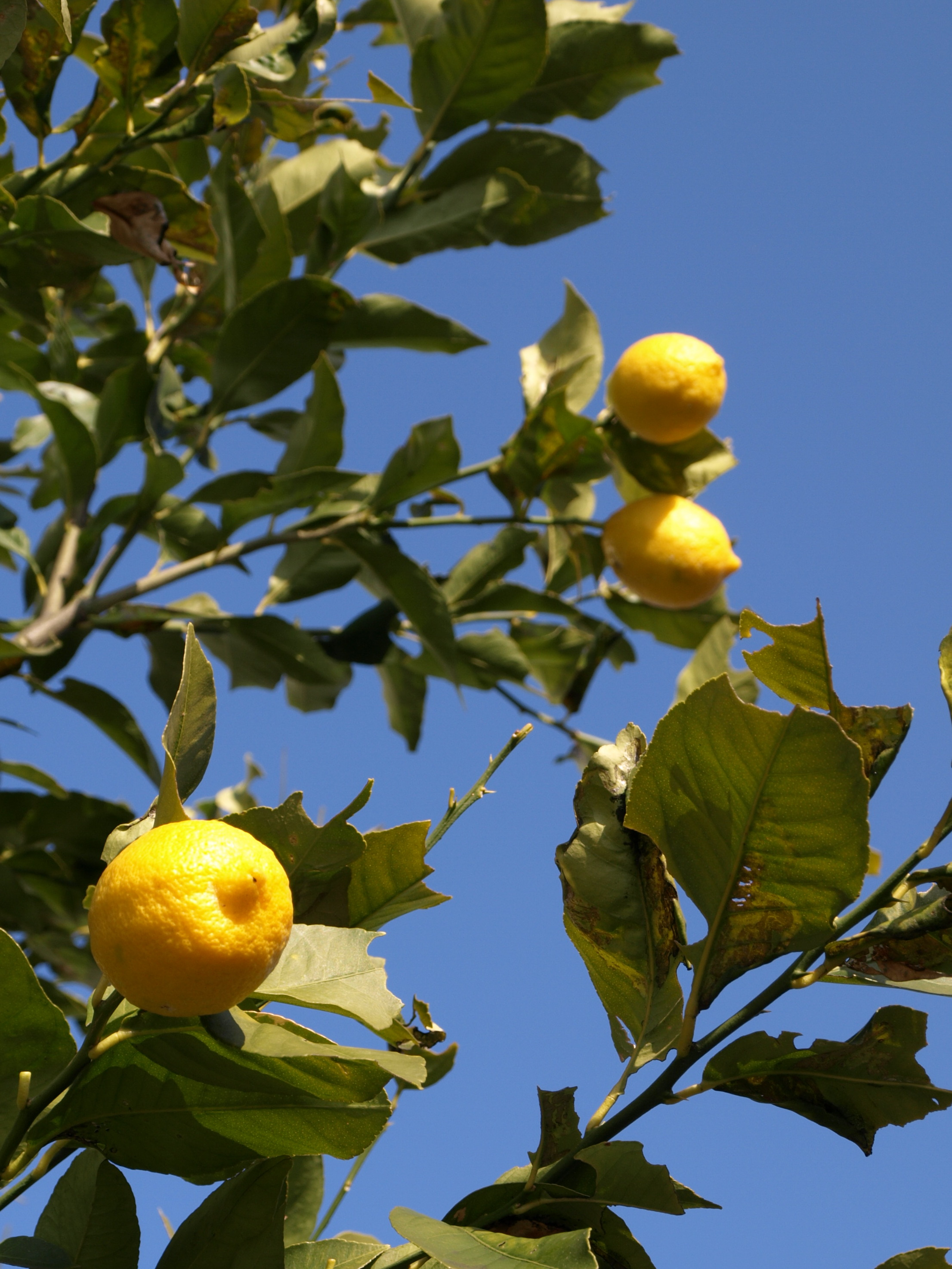
Chanh vàng trưởng thành
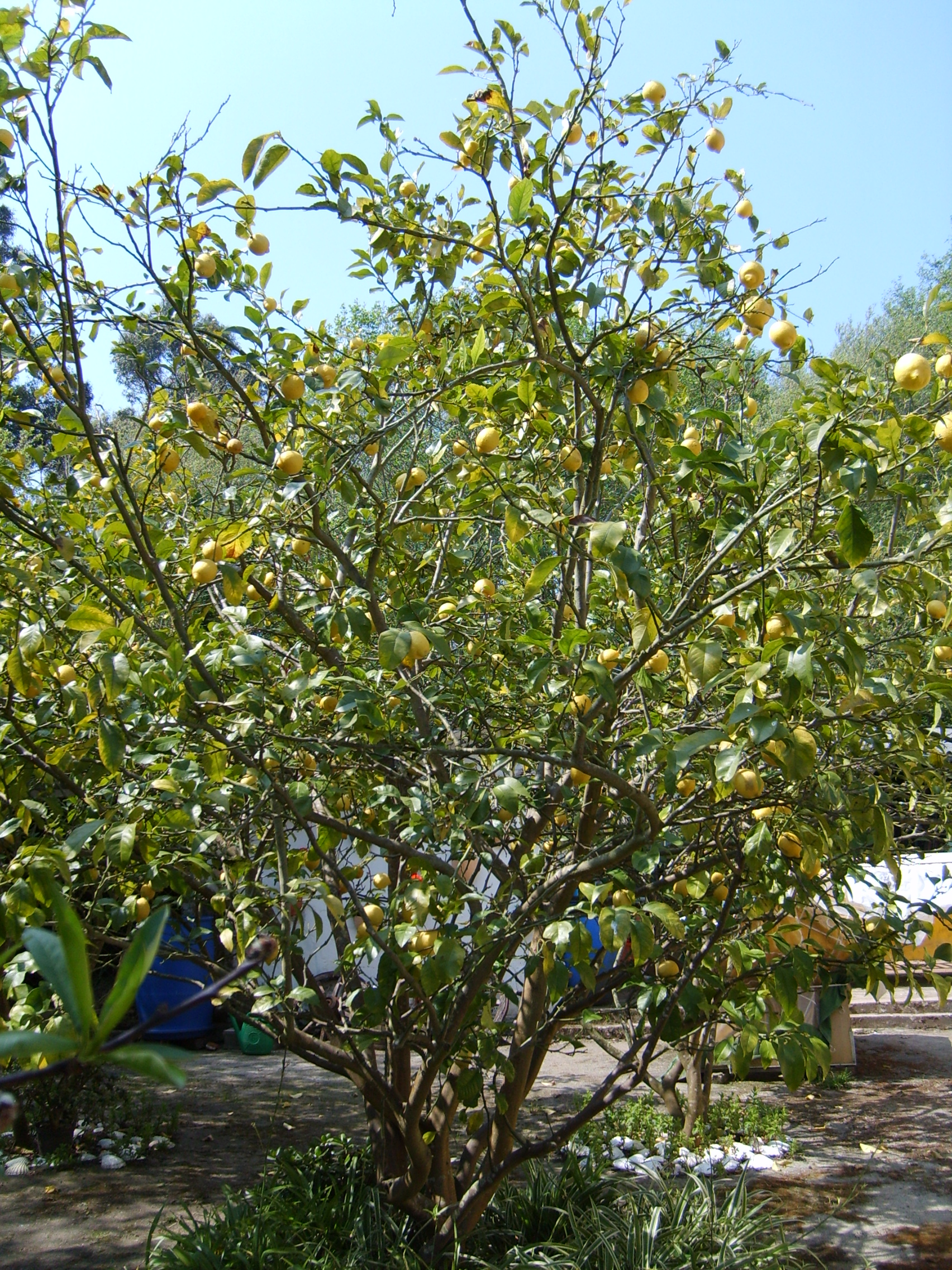
Toàn cảnh một cây chanh vàng